# میتسوبیشی ریسرچ
میتسوبیشی ریسرچ (انگلیسی: Mitsubishi Research) شرکت مشاور مدیریت ژاپنی است، که در سال ۱۹۷۰ تأسیس شد.